# Civil War Game
Civil War Game är en match i amerikansk fotboll mellan Oregon Ducks och Oregon State Beavers. Matchen, som är den största sporthändelsen i Pacific Northwest, spelas omväxlande på Autzen Stadium i Eugene eller på Reser Stadium i Corvallis.